# Gumlog
Gumlog é uma Região censo-designada localizada no estado americano de Geórgia, no Condado de Franklin.

## Demografia
Segundo o censo americano de 2000, a sua população era de 2025 habitantes.

## Geografia
De acordo com o United States Census Bureau tem uma área de 42,1 km², dos quais 35,2 km² cobertos por terra e 6,9 km² cobertos por água.

## Localidades na vizinhança
O diagrama seguinte representa as localidades num raio de 20 km ao redor de Gumlog.